# Angarosphecidae
Angarosphecinae, Baissodidae, Baissodinae
Famille
Sous-famille
Synonymes
- Baissodidae Rasnitsyn 1975,
- Baissodinae Rasnitsyn 1975

Les Angarosphecidae sont une famille fossile d'insectes hyménoptères de la superfamille des Apoidea. Les genres et espèces couvertes sont aujourd'hui disparues et ont été retrouvées fossilisées dans l'ambre. 

## Présentation
Cette famille a été décrite et publiée par Rasnitsyn en 1975.

## Liste des genres
La famille regroupe les treize genres éteints suivants :
- †Angarosphex (Rasnitsyn, 1975)
- †Archisphex (Evans, 1969)
- †Baissodes (Rasnitsyn, 1975)
- †Cretobestiola (Pulawski and Rasnitsyn, 2000)
- †Calobaissodes (Zhang, 1992)
- †Cretosphecium (Pulawski and Rasnitsyn, 2000)
- †Eosphecium (Pulawski and Rasnitsyn, 2000)
- †Eubaissodes (Zhang, 1992)
- †Ilerdosphex (Rasnitsyn, 2000)
- †Montecosphex (Rasnitsyn and Martínez-Delclòs, 2000)
- †Oryctobaissodes (Rasnitsyn, 1975)
- †Pompilopterus (Rasnitsyn, 1975)
- †Trichobaissodes (Rasnitsyn, 1975)

## Publication originale
- (en) Rasnitsyn, 1975, « Hymenoptera Apocrita of Mesozoic », Transactions of the Palaeontological Institute Academy of Sciences of the USSR, vol. 147, p. 1-134